# Natsuzuki
Il Natsuzuki (夏月? lett. "Luna estiva") è stato un cacciatorpediniere della Marina imperiale giapponese, dodicesima e ultima unità della classe Akizuki. Fu varato nel dicembre 1944 dal cantiere navale dell'arsenale di Sasebo ma, sotto bandiera nipponica, non partecipò ad alcuna azione di rilievo; dopo la fine della guerra passò al Regno Unito, che in ogni caso se ne disfece nel 1948.

## Servizio operativo e fato
Il cacciatorpediniere Natsuzuki fu ordinato nell'anno fiscale edito dal governo giapponese nel 1941. La sua chiglia fu impostata nel cantiere navale dell'arsenale di Sasebo il 1º maggio 1944 e il varo avvenne il 2 dicembre dello stesso anno; fu completato l'8 aprile 1945. Il comando fu affidato al capitano di fregata Shigeru Nishino e la nave fu assegnata all'11ª Squadriglia cacciatorpediniere, dipendente dalla Flotta Combinata e demandata all'addestramento delle nuove unità in tempo di guerra.
Il 25 maggio fu assegnato alla 41ª Divisione cacciatorpediniere già formata dai gemelli Fuyuzuki, Yoizuki e Suzutsuki (quest'ultimo inutilizzabile per danni gravi); il reparto era inquadrato nella 31ª Squadriglia di scorta, sempre dipendente dalla Flotta Combinata. In questa prima metà dell'anno il Natsuzuki era stato rapidamente dotato di altre venti bocche da fuoco da 25 mm, tutte su affusti singoli sul ponte di coperta, e quasi sicuramente aveva incrementato il carico utile di bombe di profondità a settantadue. Il 16 giugno, tuttavia, incappò in una mina e subì danni gravi, tali da costringerlo a ormeggiarsi a Sasebo per lente riparazioni; fu spostato a Moji e qui lo colse la fine della guerra. Consegnato alle autorità d'occupazione statunitensi, che provvidero a rimuovere ogni arma e attrezzatura militare, il 5 ottobre successivo fu rimosso dalla lista del naviglio in servizio con la Marina imperiale: due delle sue torrette con pezzi Type 98 da 100 mm furono rimosse da militari e tecnici americani per essere inviate negli Stati Uniti, allo scopo di esaminarle. Dato il suo stato di avaria, il Natsuzuki non fu inserito inserito nel vasto programma di rimpatrio del personale militare e civile giapponese dagli ex territori occupati. Durante le battute finali della vasta operazione, le potenze vincitrici decisero il destino del cacciatorpediniere e dell'altro naviglio leggero giapponese catturato; la spartizione avvenne nel corso di quattro incontri al quartier generale dello SCAP: durante la terza riunione, del 15 agosto 1947, il pur danneggiato Natsuzuki fu assegnato al Regno Unito in conto di riparazione di guerra. La cessione divenne effettiva il 25 e la nave avrebbe dovuto essere indirizzata a Singapore, punto di raccolta per le unità ricevute da Londra, ma in realtà fu lasciata in Giappone per una serie di motivazioni – prima di tutto le sue condizioni, ma anche perché, proprio in agosto, il British Iron & Steel Board aveva fatto presente che in Estremo Oriente non sembravano esserci le strutture adeguate per demolire e smaltire le navi ex nipponiche che stavano ingombrando la rada di Singapore (la Royal Navy, infatti, non aveva alcun interesse a mantenerle in servizio). Fu quindi valutata la possibilità di spostare l'eterogenea flottiglia in Gran Bretagna e procedere alla demolizione, oppure di smantellare le navi in Giappone e importare i rottami ma, alla fine, le attività furono eseguite proprio a Singapore.
Un'eccezione fu rappresentata dal Natsuzuki, al quale i britannici non dettero neppure un nuovo nominativo. Il cacciatorpediniere fu trainato alle strutture della ditta Uraga, nella prefettura di Tokyo, e lì fu demolito nel corso del 1948.